# Ручайки
Ручайки́ — село в Україні, у Новгородківській селищній громаді Кропивницького району Кіровоградської області. Населення становить 286 осіб.

## Географія
У селі бере початок річка Балка Попова.

## Населення
Згідно з переписом УРСР 1989 року чисельність наявного населення села становила 336 осіб, з яких 148 чоловіків та 188 жінок.
За переписом населення України 2001 року в селі мешкало 286 осіб.

### Мова
Розподіл населення за рідною мовою за даними перепису 2001 року:
| Мова       | Відсоток |
| ---------- | -------- |
| українська | 96,15 %  |
| російська  | 2,80 %   |
| молдовська | 0,70 %   |
| болгарська | 0,35 %   |